# Thomas Davenport (universitaire)
 (décembre 2016).
Si vous disposez d'ouvrages ou d'articles de référence ou si vous connaissez des sites web de qualité traitant du thème abordé ici, merci de compléter l'article en donnant les références utiles à sa vérifiabilité et en les liant à la section « Notes et références ».
Thomas Hayes ("Tom") Davenport, Jr. (né le 17 octobre 1954) est un universitaire américain et auteur, spécialisé dans l'analyse et l'innovation en matière de processus d'affaires et de gestion des connaissances. Il est professeur émérite en technologie de l'information et de gestion au Babson College, directeur de la recherche au International Institute for Analytics et consultant principal chez Deloitte Analytics.
Davenport a rédigé, co-écrit ou édité seize ouvrages, dont les premiers livres sur la concurrence analytique, la réingénierie des processus d'affaires et la valorisation des systèmes d'entreprise. Il est notamment l'auteur du best-seller Working Knowledge: How Organizations Manage What They Know (avec Larry Prusak) (Davenport & Prusak 2000) qui traite de la gestion des connaissances dans l'entreprise. Il a écrit plus d'une centaine d'articles pour diverses et éminentes publications telles que la Harvard Business Review, la MIT Sloan Management Review, la California Management Review (en), le Financial Times et de nombreuses autres publications.
Davenport a été chroniqueur pour les revues CIO, InformationWeek (en) et Darwin.[réf. nécessaire]
En 2003, Davenport a été nommé l'un des « 25 meilleurs consultants mondiaux » par le magazine Consulting et en 2005 a été nommé l'un des trois meilleurs analystes du monde des affaires et de la technologie par les lecteurs du Optimize Magazine.

## Publications (liste partielle)
- (en) Tom Davenport, « Enterprise 2.0: The New, New Knowledge Management? », Harvard Business Online, Feb. 19, 2008,‎ 2008 (lire en ligne)
- (en) Thomas H. Davenport et Jeanne G. Harris, Competing on Analytics: The New Science of Winning, Harvard Business School Press, 2007, 240 p. (ISBN 1-4221-0332-3, lire en ligne)
- (en) Thomas H. Davenport, M. Leibold et S. Voelpel, Strategic management in the innovation economy. Strategy approaches and tools for dynamic innovation capabilities, Wiley, 2006, 441 p. (ISBN 3-8957-8263-7, lire en ligne)
- (en) T. H. Davenport, Thinking for a Living: How to Get Better Performance and Results from Knowledge Workers, Harvard Business School Press, 2005 (ISBN 1591394236, lire en ligne)
- (en) T. H. Davenport et J. C. Beck, The Attention Economy: Understanding the New Currency of Business, Harvard Business School Press, 2001 (ISBN 1-57851-441-X)
- (en) Thomas H. Davenport et Laurence Prusak, Working Knowledge: How Organizations Manage What they Know, Harvard Business School Press, 2000, 240 p. (ISBN 1-57851-301-4)
- (en) Thomas H. Davenport et Laurence Prusak, Information Ecology, Oxford University Press, 1997, 288 p. (ISBN 0-19-511168-0, lire en ligne)